# Julianus Pomerius
Julianus Pomerius, más írásmóddal Iulianus Pomerius (450 körül – 500 körül) késő ókori latin író. Aszketikus témakörű művei nagyrészt elvesztek, egy írása maradt csak fenn napjainkra.

## Élete
Életének alakulását Massiliai Gennadius rövid tudósításából, Ennodius, és Limoges-i Ruricius leveleiből, Arles-i Szent Caesarius, illetve Sevillai Szent Izidor műveiből lehet kikövetkeztetni. 
A források alapján feltételezhető, hogy észak-afrikából származott, és a vandál invázió elől menekült el, majd a dél-galliai Arelátban (mai Arles) telepedett le. Kezdetben valószínűleg grammatikát és retorikát tanított, azonban jártas volt a dialektika művészetében is. Itt szentelték pappá, és Limoges-i Ruricius hozzá írt két levele alapján (apátnak szólítja) feltételezhető, hogy kolostorba lépett, majd idővel annak a vezetőjévé választották. Ennodius tudós emberként emlékezik meg róla, aki ismeri mind az ókori görög, mind a latin irodalmat. Arles-i Szent Caesarius 498-ban nála tanult retorikát. Ez az egyetlen biztos időpont az életében.

## Művei
- A lélek természetéről és milyenségéről – Gennadius és Izidor említi, mára elveszett;
- A világ és a múlandó dolgok megvetéséről  – Gennadius említi, mára elveszett;
- A szűzek neveléséről – Izidor említi, mára elveszett;
- A szemlélődő életről – egyetlen fennmaradt műve 3 könyvben. A mű részből állː 
  - a) előszó és 25 fejezet a Istennek tetsző szemlélődő életről szembeállítva a főpapok tevékeny életével;
  - b) új előszó és 24 fejezet azokról a veszélyekről, amelyek az egyháziakat, papokat, püspököket, szerzeteseket fenyegetik a földi életben;
  - c) harmadik előszó és 34 fejezet a gőgösség, élvezethajhászás, irigység, hiúság bűneiről, illetve a velük szembeállított négy erényről: a mértékletességről, a bölcsességről, az igazságosságról és az erősségről, és az ezek alapján kifejtett keresztény erkölcstanról, társadalmi szabályokról.

## Magyar nyelvű fordítás
Pomerius egyetlen fennmaradt műve, A szemlélődő életről nem rendelkezik teljes magyar fordítással. Kisebb részleteket fordított le belőle Adamik Tamás, a lentebb forrásként használt Latin irodalom a kora középkorban című művében.